# خربة تقوع
تقوع  قرية فلسطينية من قرى الضفة الغربية وتقع في محافظة بيت لحم وقد وقعت تحت الاحتلال الإسرائيلي في حرب 1967 ولكنها تتبع السلطة الوطنية الفلسطينية الآن. ولها مجلس قروي.
تقوع ومعناها نصب الخيام، القرية الحالية تقع إلى الجنوب الشرقي من مدينة بيت لحم وتبعد عنها حوالي 12كم، وترتفع عن سطح البحر 825م وتقع على تلة متوسطة الارتفاع ،يصلها طريق محلي معبد يربطها بالطريق الرئيسي وطوله 1كم. قدر عدد سكانها عام 1961 حوالي (555) نسمة، أما في عام 1967 فقد أصبح (1400) نسمة، ارتفع إلى (4100) نسمة عام 2009 وصل عدد سكانها حوالي (7000) نسمة، يحيط بالقرية مجموعة من الخرب الأثرية.
إلى الجنوب من مدينة بيت لحم على بعد 12كم تقريباً وعلى قمة تنتهي في جزئها الغربي والشمالي بسهل تغطي غالبيته اشجار الزيتون والذي يكسبه خضرة دائمة، يشكل لوحة طبيعية للزائرين والمهتمين، بجوار تلك التلة وعلى جزء منها تقع بلدة تقوع، ليستطيع الناظر من الجهة الشمالية الشرقية للخربة ( خربة تقوع) أن يرى البحر الميت شرقاً وجبال الخليل جنوباً وبيت فجار وقرى أم سلمونة وجورة الشمعة ومراح رباح وخلة الحداد والمنشية إلى الشمال الغربي.
ويستطيع الناظر إلى الشمال أن يرى مدينة القدس وبيت لحم، وتتميز بلدة تقوع بوقوعها على جزء من انخفاض المدن التاريخية التي تعاقبت خلال قرون خلت، ابتداء من العصر الروماني حتى العصور البيزنطية واليونانية والمملوكية، حيث لا زالت آثار تلك المدن شاهدة على الأهمية التاريخية لهذه المنطقة من خلال الآثار الواضحة للكنائس والأسواق والمساجد التي تعود لمختلف العصور.
ومن عائلات القرية
عائلة الزواهرة, جبريل,الشاعر,صباح,البدن,ابومفرح,لعمور,سليمان,العروج,العبيات,وصبيح== وصلة خارجية ==